# Digimon Adventure 02: The Beginning
Digimon Adventure 02: The Beginning (bra/prt: Digimon Adventure 02: O Início) é um filme de animação japonês de 2023, o 10.º filme da franquia Digimon produzido pela Toei Animation e distribuído pela Toei Company, Ltd.. Situado na mesma continuidade das duas primeiras séries de anime de televisão Digimon, serve como o final da série Digimon Adventure 02. Foi ao ar pela primeira vez em 5 de outubro de 2023 em Shinjuku Wald 9 e depois será lançado oficialmente nos cinemas japoneses em 27 de outubro. Em 20 de outubro, foi anunciado que o filme estreara nos cinemas brasileiros em 30 de novembro de 2023.

## Sinopse
Dois anos após a batalha contra Eosmon, Davis Motomiya, Ken Ichijouji, Yolei Inoue, Cody Hida, TK e Kari Kamiya conhecem um garoto chamado Lui Ohwada, que é encontrado com um Digivice sem poderes e afirma ser o primeiro Digiescolhido de todos os tempos. Além disso, um Digimon chamado Ukkomon aparece no mundo real, e deseja que cada pessoa no mundo tenha seu próprio parceiro Digimon.

## Elenco

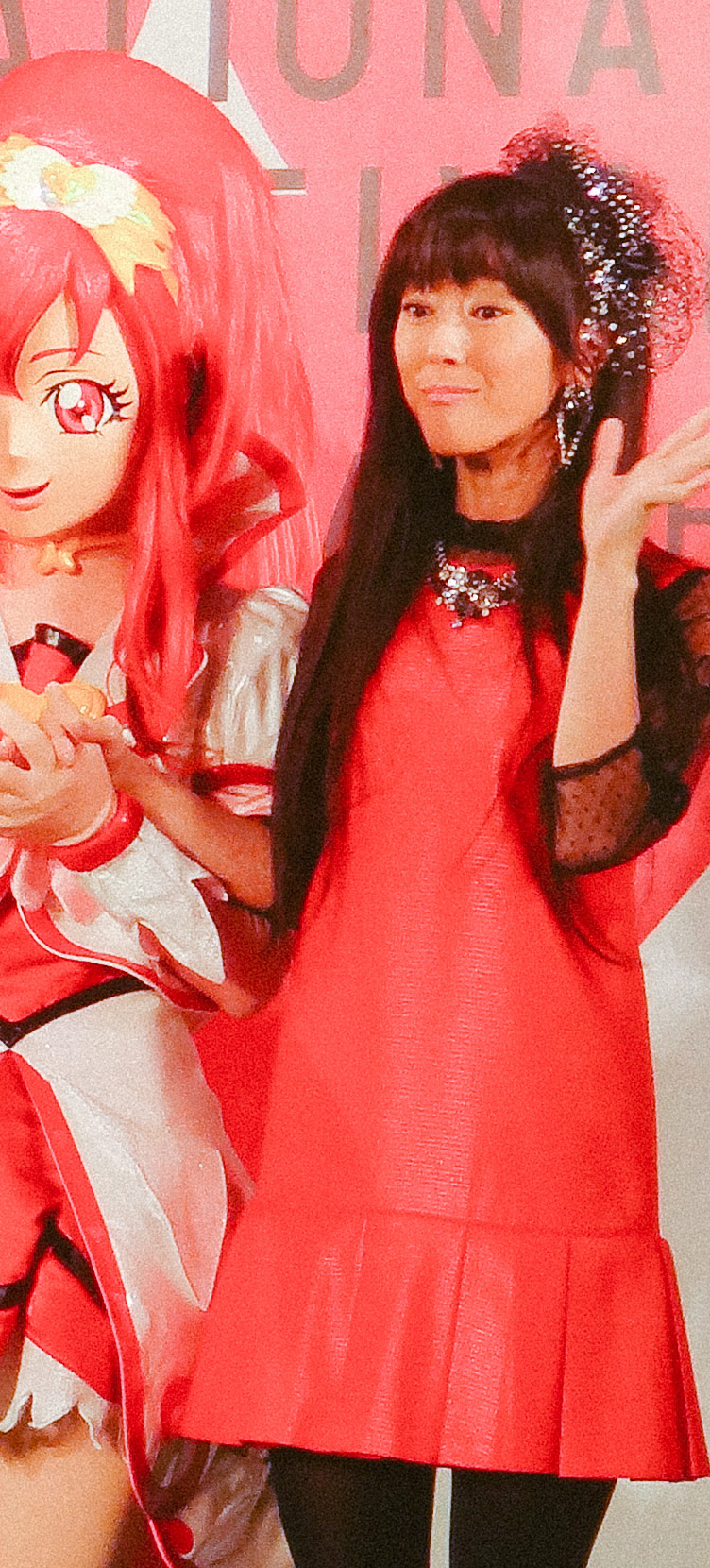
Rie Kugimiya voz do digimon Ukkomon.

| Voz Original      | Personagem                               | Dubladores          |
| ----------------- | ---------------------------------------- | ------------------- |
| Fukujūrō Katayama | Daisuke Motomiya / Davis Motomiya        | Nando Mendonça      |
| Ayaka Asai        | Miyako Inoue / Yolei Inoue               | Adriana Torres      |
| Yoshitaka Yamaya  | Iori Hida / Cody Hida                    | Gustavo Pereira     |
| Junya Enoki       | Takeru Takaishi / Takeru "T.K." Takaishi | Wirley Contaifer    |
| Mao Ichimichi     | Hikari Yagami / Kari Kamiya              | Lhays Macêdo        |
| Arthur Lounsbery  | Ken Ichijouji                            | Eduardo Dascar      |
| Megumi Ogata      | Lui Ohwada                               | Fabrício Vila Verde |
| Junko Noda        | V-Mon / Veemon                           | Felipe Grinnan      |
| Kōichi Tōchika    | Hawkmon                                  | Marcelo Sandryni    |
| Megumi Urawa      | Armadimon / Armadillomon                 | Gustavo Nader       |
| Miwa Matsumoto    | Patamon                                  | Miriam Ficher       |
| Yuka Tokumitsu    | Tailmon / Gatomon                        | Carol Kapfer        |
| Yuka Tokumitsu    | Angewomon                                | Gilza Melo          |
| Naozumi Takahashi | Wormmon                                  | Jullie              |
| Naozumi Takahashi | Stingmon                                 | Jorge Lucas         |
| Rie Kugimiya      | Ukkomon                                  | Erica Kou           |
| Hiroaki Hirata    | Narrador                                 | Ricardo Juarez      |